# Blitz Wolf
«Блиц Волк» (англ. Blitz Wolf) (другое название «Три поросёнка и Адольф Волк», «Волчий блицкриг») — короткометражный мультипликационный комедийный фильм, выпущенный в 1942 году компанией Metro-Goldwyn-Mayer. Режиссёр Текс Эйвери, продюсер Фред Куимби, сценарист Рич Хоган, мультипликаторы: Рэй Абрамс, Ирвин Спенс, Престон Блэйр, Эд Лав, композитор Скотт Брэдли. Фильм номинировался на «Оскара» в 1942 году.

## Сюжет
История является вариацией на тему трёх поросят в антураже Второй мировой войны: два поросёнка заключили пакт о ненападении с Большим Плохим Волком (являющимся карикатурой на Гитлера), в то время как третий поросёнок (сержант Свин — англ. Sergeant Pork) благоразумно готовился к вооружённой обороне, так как прочёл в газете о планах Волка напасть на страну поросят под названием «Свинляндия» (название фильма является намёком на настоящие планы Волка и одновременно аллюзией на теорию ведения скоротечной войны Блицкриг).

## Разное
- Это первый мультфильм, созданный Тексом Эвери на MGM.
- Начальная заставка MGM с рычащей головой льва сопровождается исполняемой оркестром мелодией «Hold That Tiger».
- В фильме содержится сцена, отсылающая зрителя к военной операции под названием «Рейд Дулиттла».
- Актёр Пинто Колвиг осуществлял озвучивание Сержанта Свина в той же манере, которую он использовал для озвучивания диснеевской ленты «Three Little Pigs».
- Мультфильм заканчивается шуткой, в которой зрителей призывают купить марку или облигацию. Для мультфильмов и комиксов военного периода это было распространённым явлением.
- Два из четырёх аниматоров, работавших над лентой (Престон Блэйр и Эд Лав) являлись бывшими сотрудниками Диснея, только что ушедшими от него после забастовки 1941 года.
- В начале мультфильма два поросёнка поют своему милитаризированному брату куплет:

You’re in the Army Now,

You’re Not Behind the Plow,

You’re Diggin' a Ditch,

пауза, изображение замирает на 1 секунду

You’re in the Army Now!
Пауза была вмонтирована в ленту поверх строки «англ. You Son of a Bitch», наличие которой в фильме было признано неприемлымым. Этот гэг похож на шутку из мультфильма Warner Bros. «The Draft Horse».
- Мультфильм выпущен компанией MGM/UA Home Video на VHS. В СССР и России был дефицит на «пиратских» видеокассетах, а тогда переводы были одноголосыми разных мужских голосов[значимость факта?].